# 薩姆羅湖
58°58′18″N 28°46′16″E / 58.97167°N 28.77111°E
薩姆羅湖（俄语：Самро），是俄羅斯的湖泊，位於該國西北部，由列寧格勒州負責管轄，長8.5公里、寬6.8公里，面積40.4平方公里，海拔高度65.4米，集水區面積86.6平方公里，湖岸線長度5.7公里，集水區面積86.6平方公里，平均水深2米，最大水深5米。